# 京斉特急列車
京斉特急列車（キンチ-とっきゅうれっしゃ）とは中華人民共和国北京市と黒竜江省チチハル市の特急列車をさす。

## 概説
京斉特急列車では、長春軌道客車製の中国国鉄25K型客車が使用されている，車掌もハルビン鉄路局擔當。

## 列車詳細

### 列車番号・T39/40次
- 運用区間：北京 - 天津 - フラルキ
- 運行距離：1716km
- 運行日：每日運行

### 列車番号・T47/48次
- 運用範囲：北京 - チチハル
- 運用距離：1537km
- 運行日：每日運行